# Канівське поселення
Канівське поселення — археологічна пам'ятка доби формування Київської Русі.
Розташоване на правому березі Дніпра, за 7 км південніше від міста Канів Черкаської області, уздовж берегової лінії.
Площа — близько 17 га, розкопано 2 100 м2, досліджено 24 житла, 17 приміщень різного призначення і 42 господарські ями. Житла, які являють собою землянки і напівземлянки з круглими глинобитними печами всередині, розміщені рядами. Майже всі землянки носять сліди пожеж, внаслідок яких, очевидно, вони були знищені.
Канівське поселення за своїм характером було аграрно-ремісничим центром союзу племен полян. Знайдено уламки горщиків, корчаг, глеків та іншого посуду, сільськогосподарські знаряддя, залізні ножі, рибальські гачки, пряжки, наконечники стріл, бронзові й скляні прикраси тощо.
Основним заняттями жителів канівського поселення були землеробство, скотарство, мисливство й рибальство: у них були розвинуті ремесла, зокрема ковальське, ливарне, ювелірне, гончарське. 
Існувало впродовж 8 — 10 століть.
Розкопки проводились у 1957–1962 рр.. кафедрою археології Київського національного університету ім. Т. Г. Шевченка під керівництвом Г. Г. Мезенцевої.